# Nicolas Totain
Nicolas Totain est un homme politique français né le 9 septembre 1790 à Inverville (Manche) et décédé le 14 mars 1872 à Sablon (Moselle).
Engagé en 1804, il fait toutes les campagnes napoléoniennes dans la Garde impériale. Il quitte l'armée après la bataille de Waterloo et devient maçon. Il est député de la Moselle de 1848 à 1849, siégeant avec la gauche modérée.

## Sources
- « Nicolas Totain », dans Adolphe Robert et Gaston Cougny, Dictionnaire des parlementaires français, Edgar Bourloton, 1889-1891 [détail de l’édition]